# Мајкл Китон
Мајкл Китон (енгл. Michael Keaton), пуним именом Мајкл Џон Даглас (енгл. Michael John Douglas; Кораополис, 5. септембар 1951), амерички је глумац, продуцент, редитељ и некадашњи комичар.
Постао је познат током осамдесетих захваљујући улогама у комедијама Ноћна смена (1982), Господин мама (1983), Опасни Џони (1984) и Битлђус (1988), а потом је стекао светску славу улогом Бетмена/Бруса Вејна у филмовима Бетмен (1989) и Повратак Бетмена (1992) редитеља Тима Бертона. Након успеха са Бетменом, Китон је наступио у бројним драмским, романтичним и акционим филмовима међу којима се истичу Тим из снова (1989), Пацифик Хајтс (1990), Много буке ни око чега, Мој живот (1993), Новине (1994), Џеки Браун (1997), Резервни играчи (2010), Робокап (2014) и Под лупом (2015). Позајмљивао је глас у анимираним филмовима Аутомобили (2006) и Прича о играчкама 3 (2010) и Малци (2015). Године 2006 режирао је драму Ведри џентлмен у којој је уједно играо и главну улогу.
Китон је 2014. тумачио главну улогу у филму Човек Птица Алехандра Гонзалеза Ињаритуа. Освојио је Златног глобуса и Награду Удружења телевизијских филмских критичара за своју изведбу, а такође је био номинован за Оскара, БАФТУ и Награду Удружења глумаца за најбољег глумца у главној улози. Претходно је био номинован за Златног глобуса за улогу у ТВ филму Уживо из Багдада (2002) и Награду Удружења глумаца за своју изведбу у мини-серији Фирма (2007). Добитник је награде за животно дело Холивудског филмског фестивала и Филског фестивала у Цириху.

## Филмографија
| Улоге Мајкла Китона |                              |               |                          | |
| Година              | Српски назив                 | Изворни назив | Улога                    | Напомена |
| 1982.               | Ноћна смена                  |               | Бил Блазејовски          | |
| 1983.               | Господин мама                |               | Џек                      | |
| 1984.               | Опасни Џони                  |               | Џони Кели                | |
| 1986.               | Ганг Хо                      |               | Хант Стивенсон           | |
| 1986.               | Опасна ситуација             |               | Боби Барбато             | |
| 1987.               | Стисак                       |               | Хари Берг                | |
| 1988.               | Битлђус                      |               | Битлђус                  | номинација — Награда Сатурн за најбољу споредну мушку улогу (филм) |
| 1988.               | Чист и трезан                |               | Дарил Појнтер            | |
| 1989.               | Тим из снова                 |               | Били Кофилд              | |
| 1989.               | Бетмен                       |               | Брус Вејн/Бетмен         | |
| 1990.               | Пацифик Хајтс                |               | Картер Хејз              | |
| 1991.               | Добар полицајац              |               | Арти Луис                | |
| 1992.               | Повратак Бетмена             |               | Брус Вејн/Бетмен         | номинација — МТВ филмска награда за најбољи пољубац (са Мишел Фајфер) |
| 1992.               | Порко Росо                   |               | Порко Росо               | Енглеска синхронизација |
| 1993.               | Много буке ни око чега       |               | Догбери                  | |
| 1993.               | Мој живот                    |               | Боб Џоунс                | |
| 1994.               | Новине                       |               | Хенри Хекет              | |
| 1994.               | Без текста                   |               | Кевин Валик              | |
| 1996.               | Четворица као један          |               | Даг Кини                 | |
| 1997.               | Како смо измислили Аботове   |               | наратор                  | |
| 1997.               | Џеки Браун                   |               | Реј Николет              | |
| 1998.               | Очајничке мере               |               | Питер Макејб             | |
| 1998.               | Веома опасна романса         |               | Реј Николет              | |
| 1998.               | Снежни тата                  |               | Џек Фрост                | |
| 2000.               | Пут ка слави                 |               | Питер Камерон            | |
| 2000.               | Уживо из Багдада             |               | Роберт Винер             | номинација — Златни глобус за најбољег глумца у мини-серији или ТВ филму |
| 2003.               | Живи песак                   |               | Мартин Рејкс             | |
| 2004.               | Председникова ћерка          |               | председник Макензи       | |
| 2005.               | Бели шум                     |               | Џонатан Риверс           | |
| 2005.               | Шеста утакмица               |               | Ники Роган               | |
| 2005.               | Херби: буба набуџена до зуба |               | Реј Пејтон Старији       | |
| 2006.               | Аутомобили                   |               | Чик Хикс                 | |
| 2006.               | Последњи пут                 |               | Тед                      | такође извршни продуцент |
| 2009.               | Ведри џентлмен               |               | Френк Логан              | такође редитељ |
| 2009.               | Са дипломом у џепу           |               | Волтер Малби             | |
| 2009.               | Нојева барка: Нови почетак   |               | Ноа                      | |
| 2010.               | Прича о играчкама 3          |               | Кен (глас)               | |
| 2010.               | Резервни играчи              |               | Џин Мак                  | |
| 2013.               | Чиста историја               |               | Џо Стампо                | ТВ филм |
| 2013.               | План у поткровљу             |               | Холандер                 | такође извршни продуцент |
| 2014.               | Робокап                      |               | Рејмонд Селарс           | |
| 2014.               | Потреба за брзином           |               | Монарх                   | |
| 2014.               | Човек Птица                  |               | Риган Томсон/Човек Птица | Златни глобус за најбољег глумца у играном филму (мјузикл или комедија) Награда Удружења телевизијских филмских критичара за најбољег глумца у главној улози Награда Удружења телевизијских филмских критичара за најбољег глумца у комедији Награда Удружења телевизијских филмских критичара за најбољу филмску поставу Награда Националног одбора критичара за најбољег глумца Награда Удружења бостонских филмских критичара за најбољу главну мушку улогу Награда Удружења бостонских филмских критичара за најбољу глумачку поставу (2. место) Онлајн награда Друштва филмских критичара за најбољу главну мушку улогу номинација — Оскар за најбољег главног глумца номинација — БАФТА за најбољег глумца у главној улози номинација — Награда Удружења филмских глумаца за најбољег глумца у главној улози номинација — Награда Удружења филмских глумаца за најбољу филмску поставу номинација — Награда Спирит за најбољег глумца у главној улози номинација — Награда Сателит за најбољег глумца у главној улози |
| 2015.               | Малци                        |               | Волтер Нелсон (глас)     | |
| 2015.               | Под лупом                    |               | Волтер В. Робинсон       | Награда Удружења филмских глумаца за најбољу филмску поставу Награда Удружења телевизијских филмских критичара за најбољу филмску поставу Награда Роберт Алтман Награда Удружења њујоршких филмских критичара за најбољег глумца Награда Удружења бостонских филмских критичара за најбољу глумачку поставу Награда Сателит за најбољу глумачку поставу (филм) номинација — Награда Сателит за најбољег глумца у споредној улози |
| 2016.               | Оснивач                      |               | Реј Крок                 | |
| 2017.               | Спајдермен: Повратак кући    |               | Ејдријан Тумс/ Лешинар   | |
| 2017.               | Амерички плаћеник            |               | Стен Харли               | |
| 2019.               | Дамбо                        |               | Ви Еј Вандевир           | |
| 2022.               | Морбиус                      |               | Ејдријан Тумс/ Лешинар   | камео |
| 2023.               | Флеш                         |               | Брус Вејн/Бетмен         | |
| 2024.               | Битлђус Битлђус              |               | Битлђус                  | |